# Генрі Ріннан
Генрі Олівер Ріннан (норв. Henry Oliver Rinnan; нар. 14 травня 1915 — страчений 1 лютого 1947) — норвезький агент німецької спецслужби гестапо під час німецької окупації Норвегії у роки Другої світової війни. Служив у спецпідрозділі «Лола» (Sonderabteilung Lola), який займався охороною порядку у місті Тронгейм. Після закінчення війни Ріннан був засуджений і страчений як воєнний злочинець.

## Біографія
Генрі Ріннан був старшим сином у сім'ї шевця з невеликого містечка Левангер. Генрі був невеликого росту і у дорослому віці його зріст не перевищував 161 см. Знайомі згадували про нього як про людину марнославну, але таку, що вміла справити хороше враження на оточуючих. У дитинстві Генрі ходив у школу в Левангері. Грошей у сім'ї завжди не вистачало, але і знайти роботу в містечку було непросто. Ріннан зумів отримати місце у місцевій спортивній спілці, де йому доводилося працювати і продавцем машин, і водієм вантажного транспорту. З чуток, що поширився після війни, його звільнили з роботи водія за розтрату, але цей факт не має документального підтвердження.

### Служба у гестапо
Генрі записався у добровольчий загін на війну у Фінляндію, коли на неї напав СРСР, але він не пройшов медичний огляд через слабку фізичну підготовку. Після цього він поступив на службу у норвезьку армію водієм, а в червні цього ж року він був завербований німецькою розвідкою. Ріннан активно співпрацював з окупаційною німецькою владою у Тронгеймі. За його участю був сформований спецпідрозділ «Лола», в якому він отримав звання унтерштурмфюрера (відповідало званню молодшого лейтенанта). Групу «Лола» часто називали «Бандою Ріннана» (Rinnan-banden). Перед спецпідрозділом була поставлена задача вступати у контакти з широким колом осіб, щоб наблизитися до норвезького Опору з метою вступу до лав норвезького підпілля. Цей метод роботи проти підпілля німці називали «грою у темній кімнаті». Члени «Лола» виявляли активних борців проти німецької окупаційної влади в Норвегії і доповідали про свої результати діяльності німецькому керівництву. За наявними відомостями спецпідрозділ «Лола» сприяв арешту сотень норвезьких антифашистів, багато з яких були піддані тортурам, а понад 80 осіб були розстріляні. Сам Ріннан виявляв особливу старанність по наведенню порядку і встановлення жорсткої дисципліни всередині спецпідрозділу. Будь-яке порушення каралося, а сам Ріннан виступав і суддею і катом. Один з членів групи Пер Віїк, що добровільно приєднався до спецпідрозділу «Лола», пізніше згадував, що Ріннан вражав усіх своїми здібностями вести розвідувальну діяльність, часто називаючи Ріннана при цьому «цинічним щуром» або просто «підлим з найпідліших».
Більшість даних про його діяльність відомі із записів допитів після його арешту у 1945 році. Одна з розказаних ним історій оповідає про події 1943 року, коли він отримав секретне завдання від німецької служби безпеки в Норвегії дістатися до Мурманська і добути важливі для німецької сторони документи на радянській території. За розповіддю самого Ріннан це завдання було виконано за 21 день, він благополучно повернувся до Норвегії і передав німецькій владі цінні відомості і самі документи. Німці нагородили Ріннан за цей подвиг «Залізним Хрестом» 1 і 2 ступеня. Історія виглядає неправдоподобною, і достовірно відомо, що в цей період Ріннан багато часу провів у поїздках по Тренделагу.

### Арешт
У травні 1945 року, коли падіння Німеччини і кінець окупаційної влади в Норвегії вже не викликав ні у кого ніяких сумнівів, Ріннан зробив спробу залишити країну, виїхавши до Швеції разом зі своїми сподвижниками, членами сім'ї і заручниками. Але за півмилі від норвезько-шведського кордону в горах Вердаля 14 травня 1945 року він і його група була затримана. На різдво 1945 року Ріннан втік з в'язниці з метою дістатися до СРСР і вступити там на службу у радянську розвідку. Через півтори години після втечі його знову заарештували, коли він марно намагався домовитися про притулок у будинку відомого в Норвегії комуніста у Тронгеймі.
Під час перевезення до в'язниці виник інцидент. Ріннан відмовився виходити з машини, і охоронцям довелося його витягати силою. Незважаючи на ранній ранок, це привернуло увагу багатьох перехожих, які оточили охоронців і заарештованого. Одному з вуличних роззяв вдалося проскочити в метушні через поліцейську огорожу і кілька разів вдарити Ріннана кулаком в обличчя. Це був не перший подібний випадок. З моменту першого затримання і під час тюремного ув'язнення у Ріннана постійно виникали сутички з охоронцями, яким доводилося застосовувати силу, щоб втихомирити буйного арештанта. Тому Ріннану часто доводилося з'являтися в суді зі слідами боротьби на обличчі.
Поліція Норвегії з військових злочинів у перший післявоєнний рік провела розслідування з 2394 справ, які були пов'язані зі зрадою батьківщині і військовими злочинами. Більшість справ мали відношення до діяльності «Банди Ріннана». Було доведено, що спецпідрозділ «Лола» причетний до 83 випадків вбивства норвежців і несе відповідальність за тисячі випадків застосування тортур щодо громадян країни. Діяльність групи сприяла відправці близько 1000 норвезьких громадян у німецькі концентраційні табори. Сам Ріннан у період розслідування відкрито співпрацював з норвезькою поліцією, допомагаючи їй виявити колишніх німецьких співробітників Гестапо, які ховалися від суду і переслідувань, видаючи себе за простих солдатів Вермахту. Коли Ріннана привозили для виявлення прихованих гестапівців серед німецьких солдатів, він любив влаштовувати сценки: він вдавав спершу, що не впізнає підозрюваного, і той вже з полегшенням починав думати, що все обійшлося, але раптом через кілька хвилин Ріннан вказував на колишнього гестапівця. Завдяки допомозі Ріннана норвезька поліція виявила багатьох колишніх співробітників Гестапо, довівши їх справи до суду і покарання за злочини проти норвезького народу. Однак і колишні гестапівці віддячили Ріннана, надавши норвезькій владі масу свідчень проти Ріннан.

### Страта
У справах про зраду батьківщині суд засудив Ріннана і ще 11 членів його групи до смертної кари, 10 вироків були приведені до виконання. Ріннан був засуджений за 13 вбивств. Його справа, а також справи 23 членів групи «Лола» до сих пір зберігаються в архівах найстарішої бібліотеки Тронгейма імені Гуннеруса (Gunnerusbiblioteket).
Генрі Ріннан розстріляний у фортеці Крістіанстен у Тронгеймі вранці 1 лютого 1947 року. Відразу ж після страти тіло військового злочинця було піддано кремації, що пізніше стало предметом спекуляцій і домислів, але таке рішення відповідало королівської резолюції про порядок і правила виконання смертних вироків щодо військових злочинців. Урна з попелом Ріннана похована у безіменній могилі на кладовищі Левангера у Північному Тренделагу. Підозри про те, що Ріннан уникнув страти, базуються на тому факті, що не збереглося ні свідоцтва про смерть, ні офіційний рапорт про розстріл злочинця, але всі ці документи могли загубитися, так як тільки у 1972 році всі місцеві архіви і документи відповідних відомств по таких справах були остаточно передані на зберігання до Державного архіву Норвегії (Riksarkivet).
Дружина Ріннан Клара деякий час провела в тюрмі Фальстад, але було визнано, що вона не мала ніякого відношення до діяльності чоловіка у період війни, і її відпустили на свободу. Після цього Клара забрала з собою 3 дітей і переїхала в Осло, розраховуючи, що зможе у великому місті загубитися і жити далі під іншим ім'ям. Клара до страти Ріннана один раз бачилася з ним у в'язниці, але це побачення відбулося не за її особистою ініціативою, а на наполегливе прохання тюремного священика. До арешту у Генрі Ріннан була коханка, Гунлаг Дундас, яка також була членом «Банди Ріннана». Гунлаг була арештована, будучи вагітною, а в тюрмі вона зробила аборт і категорично відмовилася бачитися з Генрі.
Пізніше стали говорити про те, що Генрі Олівер Ріннан був найціннішим співробітником ненімецького походження у відомстві Гімлера на всій території Північної Європи. Сам Ріннан хвалився тим, що у нього зібрано досьє на 5 000 норвезьких комуністів. Цей архів, ймовірно, став надбанням норвезької поліції безпеки[джерело?].
Після страти Ріннан стали поширюватися чутки, що самої кари не було. Знаходилися свідки, які стверджували, що вже після страти бачили Ріннана живим, як його підвозили до трапу літака, як він піднімався по трапу і заходив на борт літака. У зв'язку з цим виникло ще більше запитань після виходу в світ книги молодшого брата Ріннанп, в якій були поставлені під сумніви обставини самої кари. У 1994 році ряд свідків страти та інших обставин, пов'язаних з останніми днями життя Ріннан, дали повне уявлення про те, що для поширення чуток і подальших розмов на цю тему немає ніяких серйозних підстав. Головний спеціаліст державного архіву Норвегії Йон Герстад пред'явив велике число прямих і непрямих підтверджень достовірності офіційної версії про страту Ріннана. Це були такі документи, як квитанція з крематорію, що підтверджують передачу тіла Ріннана для кремації, повідомлення начальника поліцейського відділення міста Тронхейма про виконання вироку щодо Ріннан і про передачу свідоцтва про смерть Рінанна у міський суд Тронгейма. Крім цього в архіві статистичного бюро Норвегії знайшлися підтвердження про те, що смерть Ріннана зафіксована в книзі записів в розділі «померлі» регістру парафії Баккландет.